# 東日本栄養医薬専門学校
東日本栄養医薬専門学校（ひがしにほんえいよういやくせんもんがっこう）とは、群馬県前橋市にある専門学校。運営は、学校法人山崎学園。

## 沿革
- 1967年 - 学校法人山崎学園設立
- 2003年 - 東日本栄ふくし・栄養士専門学校開校（前橋市小屋原町1098-1）
- 2009年 - 医薬学科を新たに設置し現校名に変更

## 学科・コース
- 栄養士学科（2年制 専門士）

- 医薬学科（2年制 専門士）
  - 医薬品販売コース
  - 医療事務コース

## 山崎学園グループ
- 東日本デザイン&コンピュータ専門学校
- 東日本ホテルトラベル専門学校
- 東日本栄養医薬専門学校
- 群馬調理師専門学校
- 東日本製菓技術専門学校
- 東日本調理師専門学校